# كسوف الشمس 12 سبتمبر 2053
سيحدث كسوف كلي للشمس عند العقدة الصاعدة للقمر في المدار يوم الجمعة 12 سبتمبر 2053 بقوة 1.0328. يحدث كسوف الشمس عندما يمر القمر بين الأرض والشمس ، وبالتالي يحجب صورة الشمس كليًا أو جزئيًا عن مشاهد على الأرض. يحدث الكسوف الكلي للشمس عندما يكون القطر الظاهري للقمر أكبر من قطر الشمس ، مما يحجب كل ضوء الشمس المباشر ، ويحول النهار إلى ظلام. تحدث الكلية في مسار ضيق عبر سطح الأرض ، مع كسوف جزئي للشمس مرئي فوق المنطقة المحيطة بعرض آلاف الكيلومترات.

## الخسوفات ذات الصلة

### كسوف الشمس 2051-2054
هذا الكسوف هو جزء من سلسلة كسوف الشمس 2051-2054. يتكرر الكسوف في كل 177 يومًا تقريبًا و 4 ساعات في العقد المتناوبة من مدار القمر.
| مجموعات سلسلة كسوف الشمس من 2051-2054 | مجموعات سلسلة كسوف الشمس من 2051-2054 | مجموعات سلسلة كسوف الشمس من 2051-2054 | مجموعات سلسلة كسوف الشمس من 2051-2054 | مجموعات سلسلة كسوف الشمس من 2051-2054 |
| ------------------------------------- | ------------------------------------- | ------------------------------------- | ------------------------------------- | ------------------------------------- |
| عقدة تصاعدية                          | عقدة تصاعدية                          |                                       | عقدة تنازلية                          | عقدة تنازلية                          |
| ساروس                                 | الخريطة                               | ساروس                                 | الخريطة                               |                                       |
| 120                                   | أبريل 11, 2051 جزئي                   | 125                                   | أكتوبر 4, 2051 جزئي                   |                                       |
| 130                                   | مارس 30, 2052 كلي                     | 135                                   | سبتمبر 22, 2052 حلقي                  |                                       |
| 140                                   | مارس 20, 2053 حلقي                    | 145                                   | سبتمبر 12, 2053 كلي                   |                                       |
| 150                                   | مارس 9, 2054 جزئي                     | 155                                   | سبتمبر 2, 2054 جزئي                   |                                       |

### ساروس 145
هذا الكسوف الشمسي هو جزء من دورة ساروس 145 ، يتكرر كل 18 سنة ، 11 يومًا ، 8 ساعات ، يحتوي على 77 حدثًا.
- بدأت السلسلة بكسوف جزئي للشمس في 4 يناير 1639 ،
- ووصل إلى أول خسوف حلقي في 6 يونيو 1891.
- كان حدثًا هجينًا في 17 يونيو 1909 ،
- وخسوفًا كليًا من 29 يونيو 1927 حتى 9 سبتمبر ، 2648.
- تنتهي السلسلة عند العضو 77 ككسوف جزئي في 17 أبريل 3009.

أطول خسوف سيحدث في 25 يونيو 2522 ، بمدة قصوى تبلغ 7 دقائق و 12 ثانية. تحدث جميع الكسوفات في هذه السلسلة عند عقدة القمر الصاعدة.
| تحدث أعضاء السلسلة 10–32 بين عامي 1801 و 2359 | تحدث أعضاء السلسلة 10–32 بين عامي 1801 و 2359 | تحدث أعضاء السلسلة 10–32 بين عامي 1801 و 2359 |
| 10                                            | 11                                            | 12                                            |
| --------------------------------------------- | --------------------------------------------- | --------------------------------------------- |
| أبريل 13, 1801                                | أبريل 24, 1819                                | مايو 4, 1837                                  |
| 13                                            | 14                                            | 15                                            |
| مايو 16, 1855                                 | مايو 26, 1873                                 | يونيو 6, 1891                                 |
| 16                                            | 17                                            | 18                                            |
| يونيو 17, 1909 [الإنجليزية]                   | يونيو 29, 1927 [الإنجليزية]                   | يوليو 9, 1945 [الإنجليزية]                    |
| 19                                            | 20                                            | 21                                            |
| يوليو 20, 1963 [الإنجليزية]                   | يوليو 31, 1981 [الإنجليزية]                   | أغسطس 11, 1999 [الإنجليزية]                   |
| 22                                            | 23                                            | 24                                            |
| أغسطس 21, 2017                                | سبتمبر 2, 2035                                | سبتمبر 12, 2053                               |
| 25                                            | 26                                            | 27                                            |
| سبتمبر 23, 2071                               | أكتوبر 4, 2089 [الإنجليزية]                   | أكتوبر 16, 2107                               |
| 28                                            | 29                                            | 30                                            |
| أكتوبر 26, 2125                               | نوفمبر 7, 2143                                | نوفمبر 17, 2161                               |
| 31                                            | 32                                            | 33                                            |
| نوفمبر 28, 2179                               | ديسمبر 9, 2197                                | ديسمبر 21, 2215                               |
| 34                                            | 35                                            | 36                                            |
| ديسمبر 31, 2233                               | يناير 12, 2252                                | يناير 22, 2270                                |
| 37                                            | 38                                            | 39                                            |
| فبراير 2, 2288                                | فبراير 14, 2306                               | فبراير 25, 2324                               |
| 40                                            |                                               |                                               |
| مارس 8, 2342                                  |                                               |                                               |

### سلسلة ميتونيك
تتكرر السلسلة ميتونيك كل 19 عامًا (6939.69 يومًا) ، وتستمر حوالي 5 دورات. يحدث الكسوف في نفس تاريخ التقويم تقريبًا. بالإضافة إلى ذلك ، تتكرر سلسلة أكتون الفرعية 1/5 من ذلك أو كل 3.8 سنوات (1387.94 يومًا). تحدث جميع الكسوفات في هذا الجدول عند العقدة الصاعدة للقمر.
| 21 من أحداث الكسوف ، تتقدم من الجنوب إلى الشمال بين 1 يوليو 2000 و 1 يوليو 2076 | 21 من أحداث الكسوف ، تتقدم من الجنوب إلى الشمال بين 1 يوليو 2000 و 1 يوليو 2076 | 21 من أحداث الكسوف ، تتقدم من الجنوب إلى الشمال بين 1 يوليو 2000 و 1 يوليو 2076 | 21 من أحداث الكسوف ، تتقدم من الجنوب إلى الشمال بين 1 يوليو 2000 و 1 يوليو 2076 | 21 من أحداث الكسوف ، تتقدم من الجنوب إلى الشمال بين 1 يوليو 2000 و 1 يوليو 2076 |
| يوليو 1–2                                                                       | أبريل 19–20                                                                     | فبراير 5–7                                                                      | نوفمبر 24–25                                                                    | سبتمبر 12–13                                                                    |
| 117                                                                             | 119                                                                             | 121                                                                             | 123                                                                             | 125                                                                             |
| ------------------------------------------------------------------------------- | ------------------------------------------------------------------------------- | ------------------------------------------------------------------------------- | ------------------------------------------------------------------------------- | ------------------------------------------------------------------------------- |
| يوليو 1, 2000 [الإنجليزية]                                                      | أبريل 19, 2004                                                                  | فبراير 7, 2008                                                                  | نوفمبر 25, 2011                                                                 | سبتمبر 13, 2015                                                                 |
| 127                                                                             | 129                                                                             | 131                                                                             | 133                                                                             | 135                                                                             |
| يوليو 2, 2019                                                                   | أبريل 20, 2023                                                                  | فبراير 6, 2027                                                                  | نوفمبر 25, 2030 [الإنجليزية]                                                    | سبتمبر 12, 2034                                                                 |
| 137                                                                             | 139                                                                             | 141                                                                             | 143                                                                             | 145                                                                             |
| يوليو 2, 2038                                                                   | أبريل 20, 2042                                                                  | فبراير 5, 2046                                                                  | نوفمبر 25, 2049                                                                 | سبتمبر 12, 2053                                                                 |
| 147                                                                             | 149                                                                             | 151                                                                             | 153                                                                             | 155                                                                             |
| يوليو 1, 2057                                                                   | أبريل 20, 2061                                                                  | فبراير 5, 2065                                                                  | نوفمبر 24, 2068 [الإنجليزية]                                                    | سبتمبر 12, 2072 [الإنجليزية]                                                    |
| 157                                                                             | 159                                                                             | 161                                                                             | 163                                                                             | 165                                                                             |
| يوليو 1, 2076 [الإنجليزية]                                                      |                                                                                 |                                                                                 |                                                                                 |                                                                                 |

### سلسلة اينكس
هذا الكسوف هو جزء من دورة اينكس طويلة الأمد ، يتكرر عند العقد المتناوبة ، كل 358 شهرًا سينوديًا (≈ 10571.95 يومًا ، أو 29 عامًا ناقص 20 يومًا).
مظهرها وخط طولها غير منتظمين بسبب عدم التزامن مع الشهر غير الطبيعي (فترة الحضيض). ومع ذلك ، فإن مجموعات 3 دورات اينكس (87 سنة ناقص شهرين) تقترب (≈ 1،151.02 شهرًا غير طبيعي) ، لذا فإن الكسوف متشابه في هذه المجموعات.
| أعضاء سلسلة اينكس بين عامي 1901 و 2100: | أعضاء سلسلة اينكس بين عامي 1901 و 2100: | أعضاء سلسلة اينكس بين عامي 1901 و 2100: |
| --------------------------------------- | --------------------------------------- | --------------------------------------- |
| 22 نوفمبر 1919 (ساروس 141)              | 1 نوفمبر 1948 (ساروس 142)               | 12 أكتوبر 1977 (ساروس 143)              |
| 22 سبتمبر 2006 (ساروس 144)              | 2 سبتمبر 2035 (ساروس 145)               | 12 أغسطس 2064 (ساروس 146)               |
| 23 يوليو 2093 (ساروس 147)               |                                         |                                         |

### سلسلة تريتوس
هذا الكسوف هو جزء من دورة تريتوس ، يتكرر عند العقد المتناوبة كل 135 شهرًا متزامنًا (≈ 3986.63 يومًا ، أو 11 عامًا ناقص شهر واحد). مظهرها وخط طولها غير منتظمين بسبب نقص التزامن مع الشهر غير الطبيعي (فترة الحضيض) ، لكن التجمعات المكونة من 3 دورات تريتوس (33 عامًا ناقص 3 أشهر) تقترب (≈ 434.044 شهرًا غير طبيعي) ، لذا فإن الكسوف متشابه في هذه التجمعات.
| أعضاء سلسلة تريتوس بين عامي 1901 و 2100 | أعضاء سلسلة تريتوس بين عامي 1901 و 2100 | أعضاء سلسلة تريتوس بين عامي 1901 و 2100 | أعضاء سلسلة تريتوس بين عامي 1901 و 2100 |
| --------------------------------------- | --------------------------------------- | --------------------------------------- | --------------------------------------- |
| 9 سبتمبر 1904 (ساروس 133)               | 10 أغسطس 1915 (ساروس 134)               | 9 يوليو 1926 (ساروس 135)                |                                         |
| 8 يونيو 1937 (ساروس 136)                | 9 مايو 1948 (ساروس 137)                 | 8 أبريل 1959 (ساروس 138)                |                                         |
| 7 مارس 1970 (ساروس 139)                 | 4 فبراير 1981 (ساروس 140)               | 4 يناير 1992 (ساروس 141)                |                                         |
| 4 ديسمبر 2002 (ساروس 142)               | 3 نوفمبر 2013 (ساروس 143)               | 2 أكتوبر 2024 (ساروس 144)               |                                         |
| 2 سبتمبر 2035 (ساروس 145)               | 2 أغسطس 2046 (ساروس 146)                | 1 يوليو 2057 (ساروس 147)                |                                         |
| 31 مايو 2068 (ساروس 148)                | 1 مايو 2079 (ساروس 149)                 | 31 مارس 2090 (ساروس 150)                |                                         |

## روابط خارجية
- www.solar-eclipse.de - متوسط التغطية السحابية والمدن على طول مسار الكسوف